# Власинско езеро
Власинското езеро се намира в Сърбия, Пчински окръг, община Сурдулица. Понастоящем езерото е популярен туристически обект.
То е изкуствено езеро, създадено въз основа на предишното торфено тресавище Власинско блато чрез изграждане на бент през 1947 година (подобно на превръщането на някогашното езеро Мандра в язовир „Мандра“ край Бургас). Залива се през периода 1949 – 1954 г. от водите на близките реки, главно от р. Власина.
Най-лесно се достига до Власинското езеро от югозападната му страна – при село Власина Округлица, отстоящо на 10 километра източно от гр. Сурдулица. Пътят продължава на североизток до с. Власина Стойковичева, после на север и североизток към българския граничен КПП Стрезимировци, общо около 20 километра. На няколко километра в източна посока е планината Кървав камък, откъдето извира река Ерма. Друг път, минаващ покрай западния бряг по бента и село Власина Рид, води към с. Църна Трава на север.
В езерото има 2 острова: Дуги Дел (78,4 дка) и Стратория (18,2 дка), покрити с гори. Има и няколко плаващи острова от растителност. В езерото живеят риби като костур, щука, шаран, пъстърва, кротушка, мряна, амур, каракуда, лин, бабушка.
С правителствено решение от 2006 година районът на езерото с прилежащите околни територии (включително и територията на община Църна Трава, Ябланишки окръг северно от езерото) е обявен за природен резерват с обща площ от 12 741 хектара.